# ララミーから来た男
『ララミーから来た男』（ララミーからきたおとこ、The Man from Laramie）は、1955年のアメリカ合衆国の西部劇映画。アンソニー・マン監督、ジェームズ・スチュアート主演。マン＆スチュアートにとっては５本目の西部劇で初のシネマスコープ、そして通算８本目であり最後のコンビ作である。
牧場主が永年に亘って悪夢に苦しむ心理を描いたニューロティック・スリラーの要素を含む異色作で、敵役は２度目のアーサー・ケネディ。

## ストーリー
ウィル・ロックハートはララミー砦の陸軍大尉だが、斥候だった弟を連発銃を持ったインディアンに殺された。彼はインディアンに連発銃を売った男を探し出し仇をとるため幌馬車隊の商人を装って、ワイオミング州ララミーからニューメキシコ州にやって来た。
町の近くの湖で塩をとっていたウィルは突然、町を牛耳るバーブ牧場の手下のデイヴやヴィックらに襲われ、塩や馬を焼き払われてしまう。それを知ったバーブ牧場の主人アレックは、ウィルの損害を弁償すると約束した。
ある日、ウィルが世話になっている牧場をデイヴやヴィック一味が襲う。デイヴはアパッチの手を借りて牧場を片付けようとするが、ヴィックはデイヴが連発銃をアパッチに渡すのではないかと疑い、デイヴを倒した。
一方、アレックはヴィックの悪だくみに気付いたため、馬から突き落されるが、ウィルに助けられた。アレックから事情を聞いたウィルは、ヴィックこそが自分の探している仇だと気付く。

## キャスト
| 役名                   | 俳優                     | 日本語吹き替え | 日本語吹き替え | 日本語吹き替え |
| 役名                   | 俳優                     | TBS版          | DVD版          |                |
| ---------------------- | ------------------------ | -------------- | -------------- | -------------- |
| ウィル・ロックハート   | ジェームズ・スチュアート | 家弓家正       | 森田順平       |                |
| ヴィック・ハンスボロ   | アーサー・ケネディ       | 諏訪孝二       | 菅生隆之       |                |
| バーバラ・ワーゴマン   | キャシー・オドネル       | 渡辺知子       | 田中敦子       |                |
| アレック・ワーゴマン   | ドナルド・クリスプ       | 千葉順二       | 松岡文雄       |                |
| デイヴ・ワーゴマン     | アレックス・ニコル       | 矢田耕司       | 原康義         |                |
| ケイト・キャナデイ     | アリーン・マクマホン     |                |                |                |
| チャーリー・オレアリー | ウォーレス・フォード     |                |                |                |
| クリス・ボルト         | ジャック・イーラム       |                |                |                |
| フリッツ               | グレッグ・バートン       |                |                |                |

- TBS版：初回放送1970年2月23日『月曜ロードショー』
- DVD版：初出2004年2月6日

声の出演その他：谷育子、菅原淳一、辻親八、安井邦彦、下山吉光、奥田啓人、白熊寛嗣
演出：川合茂美、翻訳：佐藤一公、制作：東北新社